# کاروانسرای فرهنگ
کاروانسرای فرهنگ مربوط به اواخر دوره قاجار - دوره پهلوی است و در ملایر، ضلع جنوبی خیابان بروجرد واقع شده و این اثر در تاریخ ۲۵ اسفند ۱۳۸۰ با شمارهٔ ثبت ۵۰۳۹ به‌عنوان یکی از آثار ملی ایران به ثبت رسیده‌است.